# Platycleis
Platycleis is een geslacht van rechtvleugeligen uit de familie sabelsprinkhanen (Tettigoniidae). De wetenschappelijke naam van dit geslacht is voor het eerst geldig gepubliceerd in 1853 door Fieber.

## Soorten
Het geslacht Platycleis omvat de volgende soorten:
- Platycleis affinis Fieber, 1853
- Platycleis albopunctata Goeze, 1778
- Platycleis alexandra Uvarov, 1926
- Platycleis buzzettii Massa & Fontana, 2011
- Platycleis concii Galvagni, 1959
- Platycleis curvicauda Podgornaya, 1988
- Platycleis deminuta Fruhstorfer, 1921
- Platycleis escalerai Bolívar, 1899
- Platycleis falx Fabricius, 1775
- Platycleis fatima Uvarov, 1912
- Platycleis iberica Zeuner, 1941
- Platycleis iljinskii Uvarov, 1917
- Platycleis intermedia Serville, 1838
- Platycleis irinae Sergeev & Pokivajlov, 1992
- Platycleis kabulica Bey-Bienko, 1967
- Platycleis kashmira Uvarov, 1930
- Platycleis latitabunda Stolyarov, 1968
- Platycleis longicauda Tarbinsky, 1930
- Platycleis meridiana Stolyarov, 1969
- Platycleis pamirica Zeuner, 1930
- Platycleis pathana Zeuner, 1941
- Platycleis ragusai Ramme, 1927
- Platycleis romana Ramme, 1927
- Platycleis sabinegaali Garai, 2011
- Platycleis sabulosa Azam, 1901
- Platycleis sogdiana Mishchenko, 1954
- Platycleis trivittata Bey-Bienko, 1951
- Platycleis turanica Zeuner, 1930
- Platycleis umbilicata Costa, 1885
- Platycleis waltheri Harz, 1966